# Théodore Lorieux
 (juillet 2018).
Pour les autres membres de la famille, voir Famille Lorieux.
Théodore Marie Clair Lorieux, né le 22 avril 1800 au Croisic et mort le 17 décembre 1866 à Paris, est un ingénieur et géologue français, inspecteur général des mines, inspecteur général des carrières de Paris de 1851 à 1856, professeur à l'École des mines de Saint-Étienne.

## Biographie
Théodore Lorieux est le fils de Bonaventure Ambroise Jean René Lorieux, sieur de la Mainguisserie, procureur de Saint-Nazaire et membre du district de Guérande en 1790, et de Julienne David de Drézigué, sœur du maire du Croisic René David de Drézigué, député aux États de Bretagne et fusillé comme royaliste en 1793 par les républicains. Il est le frère d'Auguste Lorieux. 
Marié à Stéphanie Faulcon de Marigny, il est le père d'Edmond Lorieux et de Théodore-Marie Lorieux, et le beau-père du capitaine de frégate Eugène de Monet de La Marck (petit-fils de Jean-Baptiste de Lamarck).

### Carrière
Élève de l'École polytechnique, puis à l'École nationale supérieure des mines de Paris, il devient ingénieur du corps des mines.
Durant son mandat d'inspecteur général des carrières, les travaux furent concentrés sur les carrières sous-minant le cimetière du Montparnasse. 
C'est en utilisant les documents recueillis par Théodore Lorieux et Joseph Durocher qu'en 1866 François Massieu, alors professeur de géologie et de minéralogie à la faculté des sciences de Rennes, et successeur de Durocher, publie la carte géologique du département d'Ille-et-Vilaine au 1⁄160 000.

## Ouvrages
- Carte géologique du Morbihan (avec Eugène de Fourcy)
- Rapport fait à la Société académique de Nantes, sur le bateau à vapeur "l'Emeraude" (1838)
- Fragment de statistique. Du Commerce et de la production du sel dans le département de la Loire-Inférieure (1840)

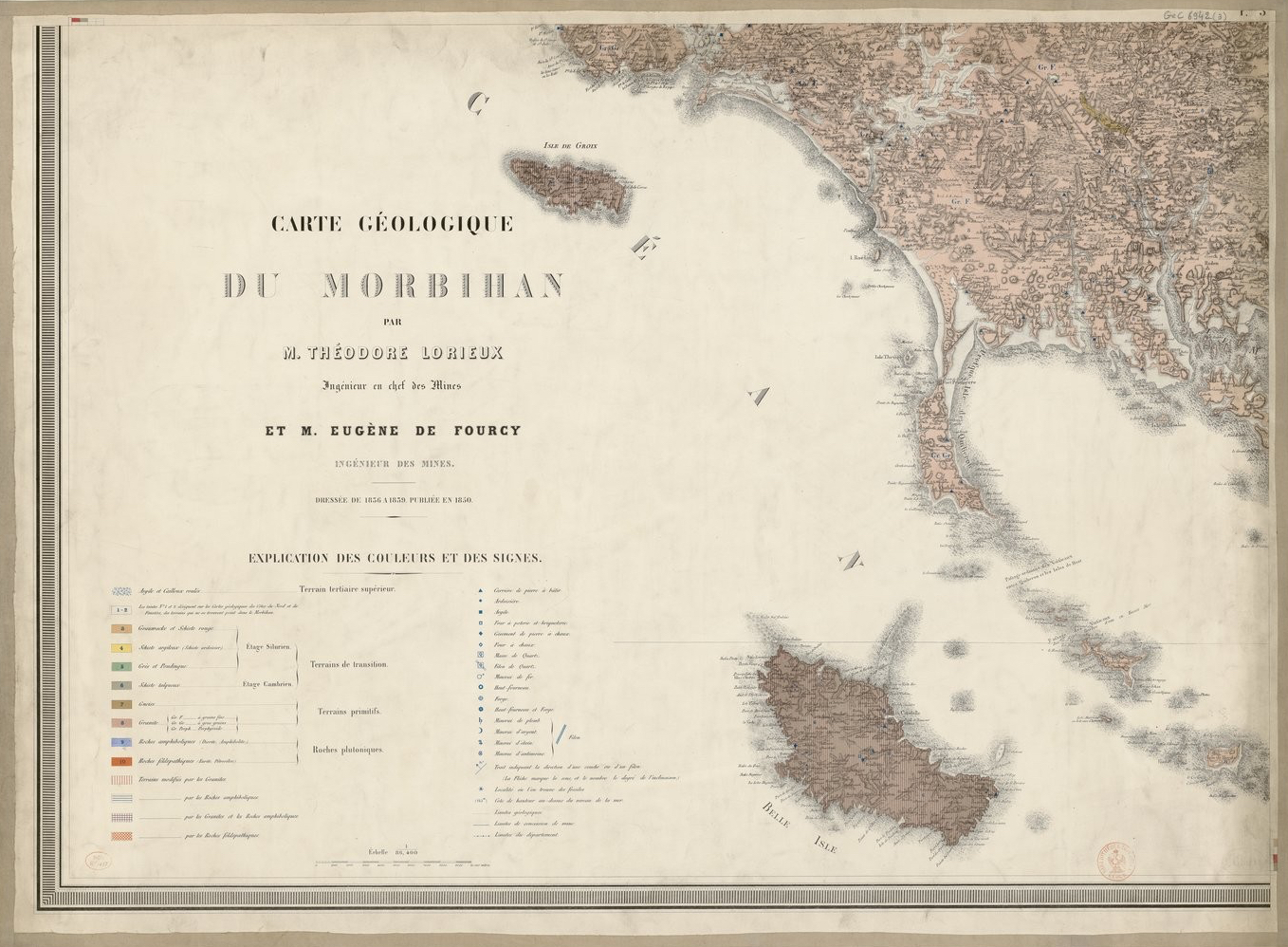
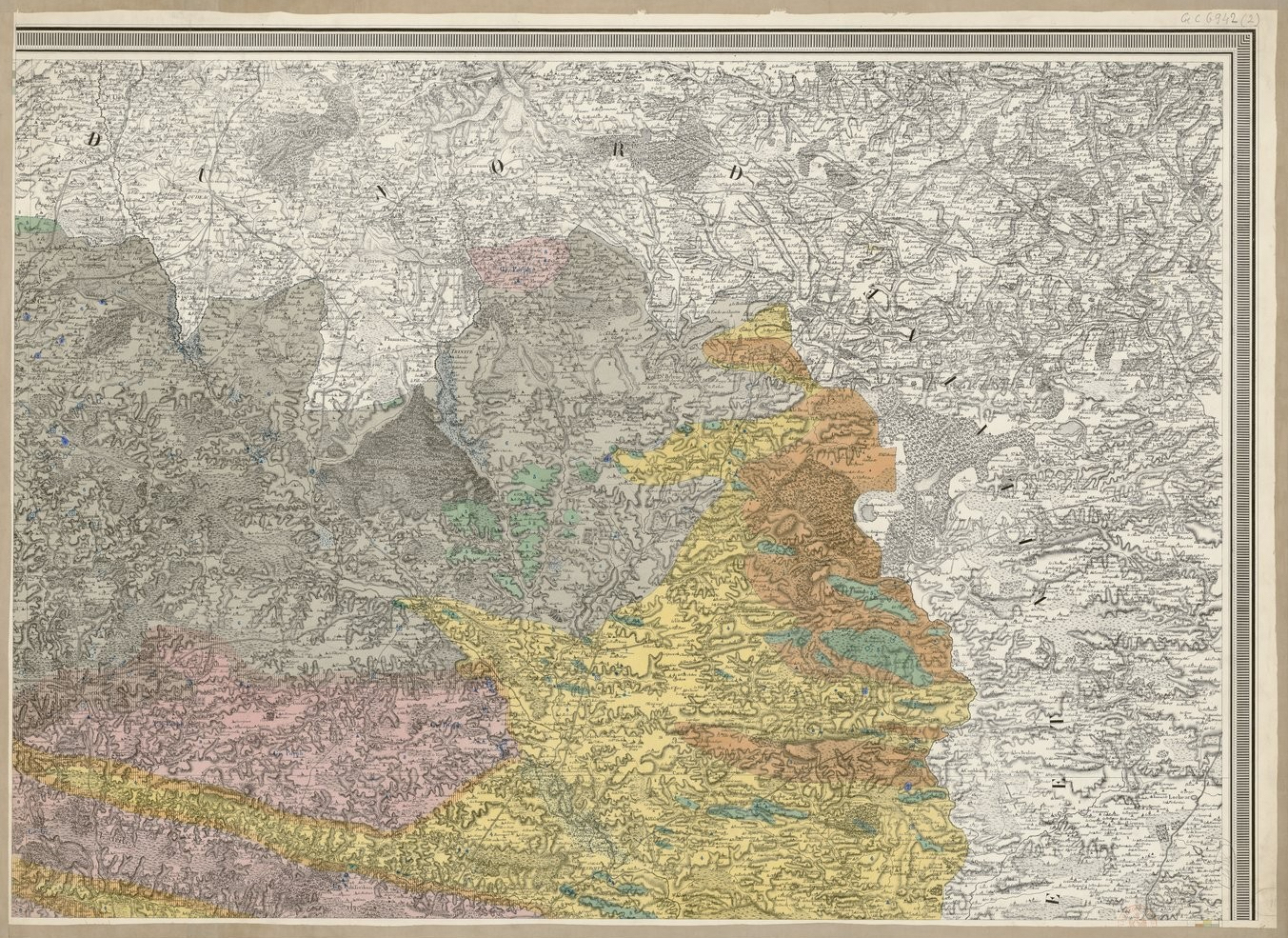
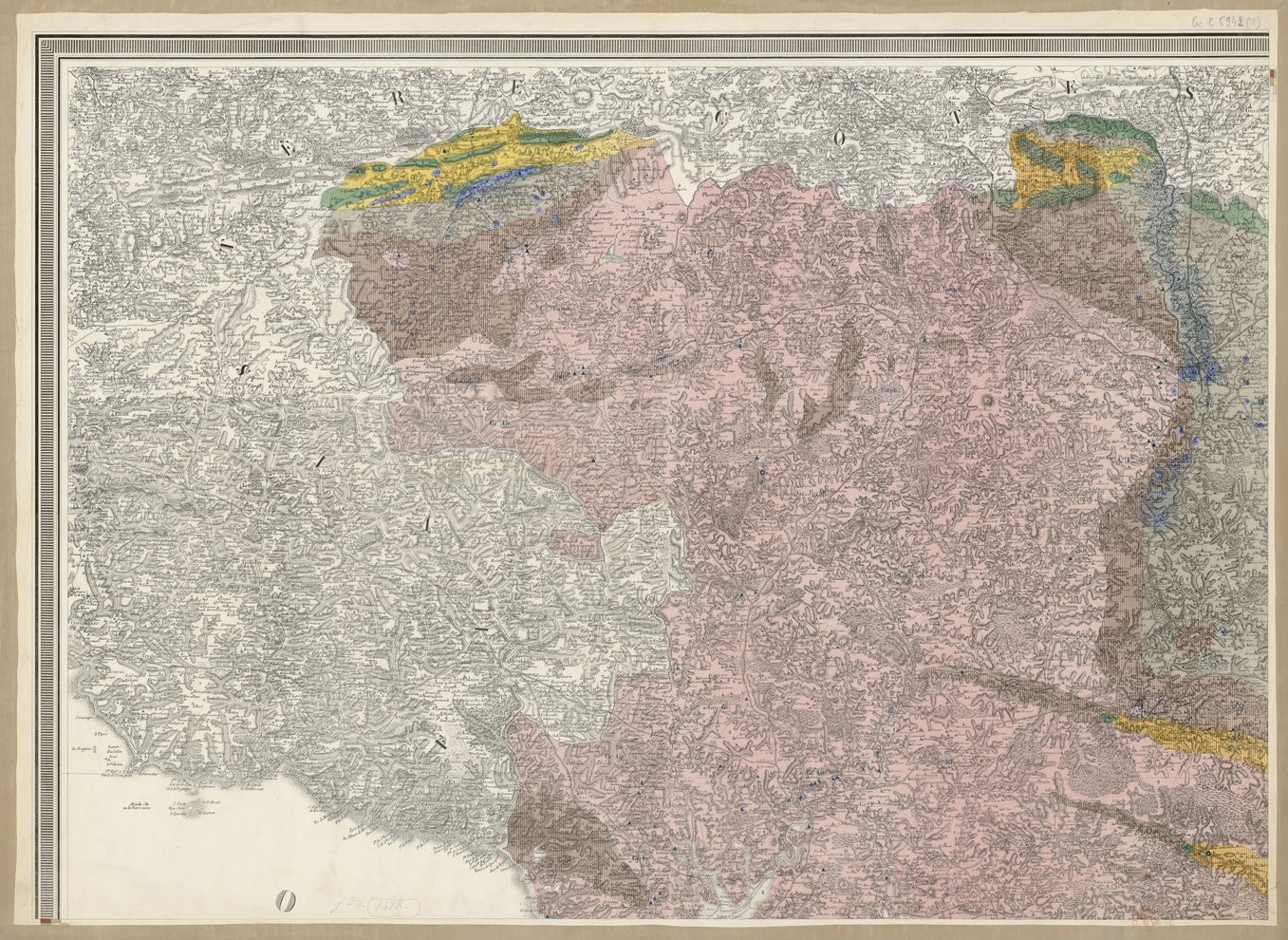
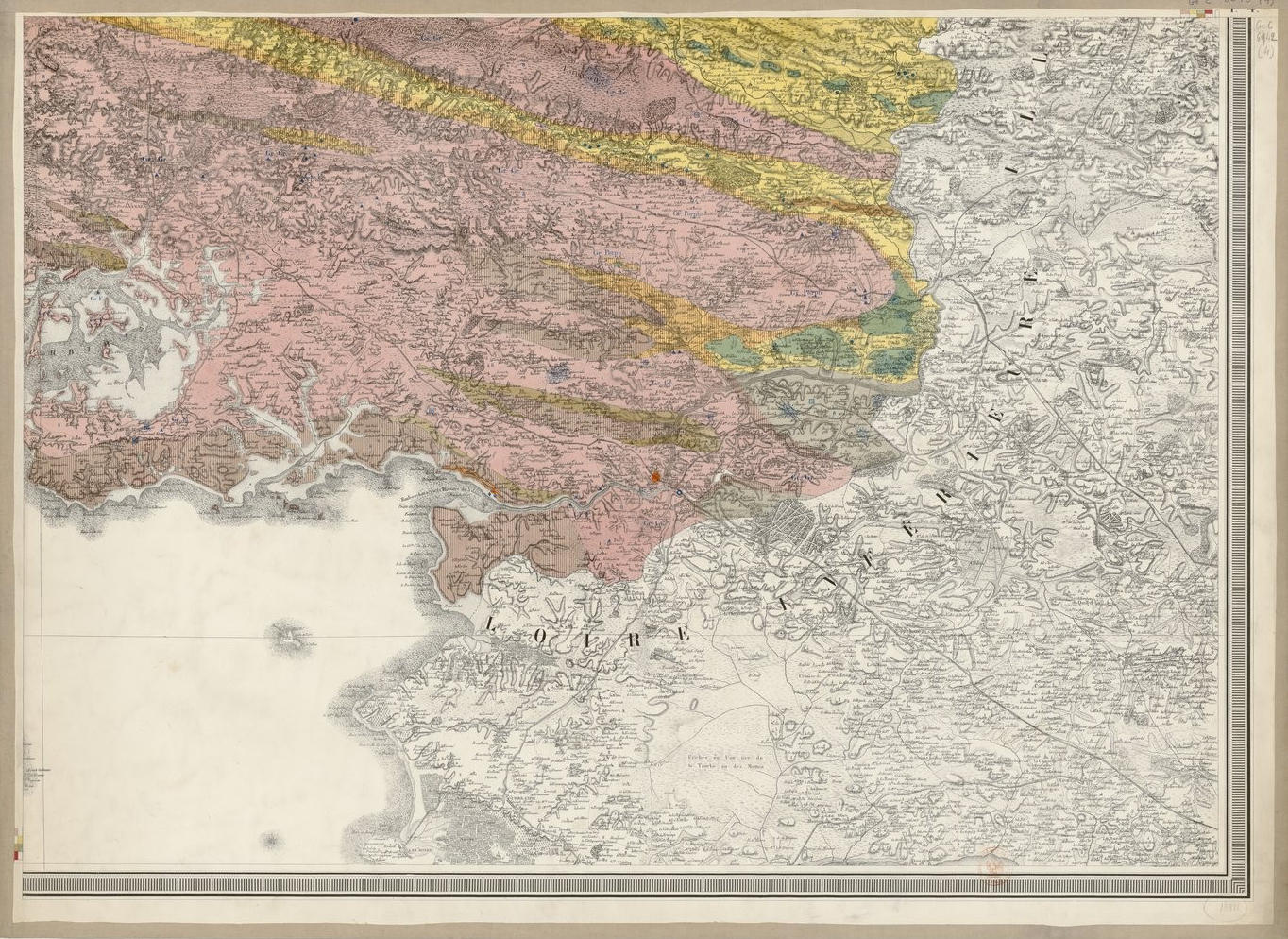

- Fragment de statistique. Des Corps représentatifs du commerce à Nantes (1840)